# Kamienny Potok
Kamienny Potok, kašubsky Szténflét, německy Steinfließ a česky lze přeložit jako Kamenný Potok, je přímořskou čtvrtí města Sopoty v Pomořském vojvodství v severním Polsku.

## Popis čtvrti
Na severu sousedí s částmi Kolibki a Orłowo města Gdyně a na jihu sousedí se sopotskými čtvrtěmi Dolny Sopot. a Przylesie. Na východě sousedí s Gdaňským zálivem Baltského moře a na západě se sopotskou čtvrtí Brodwino. Čtvrtí Kamienny Potok protéká potok Potok Kamienny. Nachází se zde vlakové nádraží na trati PKP Szybka Kolej Miejska w Trójmieście. Západní část Kamienného Potoka má rezidenční funkci, zatímco východní část je turistická a rekreační.

## Možný původ názvu
Podle Franciszka Mamuszki, název Kamienny Potok je dle tradice odvozen od místního bludného balvanu, který sloužil v době pohanské jako obětiště.

## Galerie

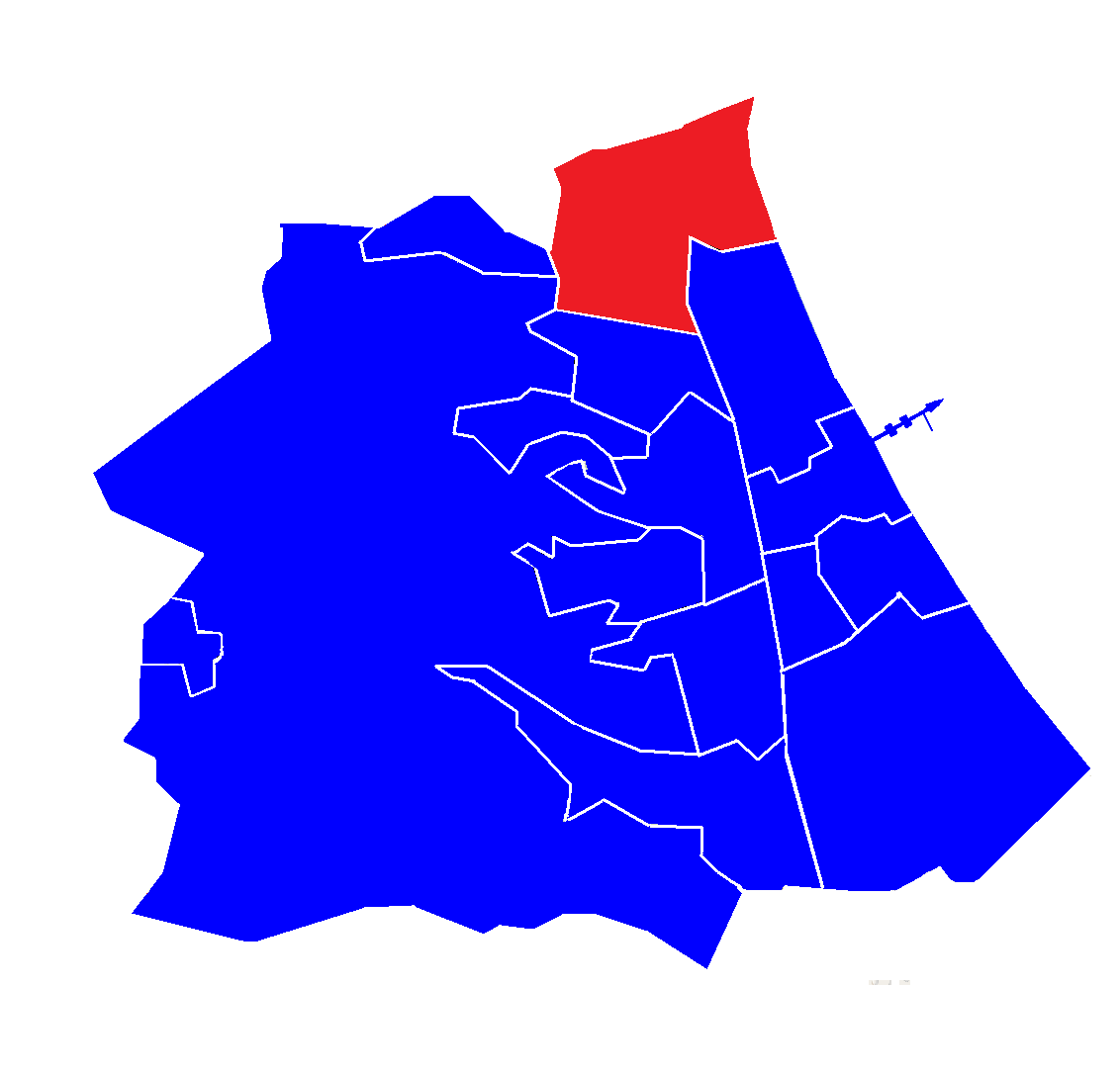
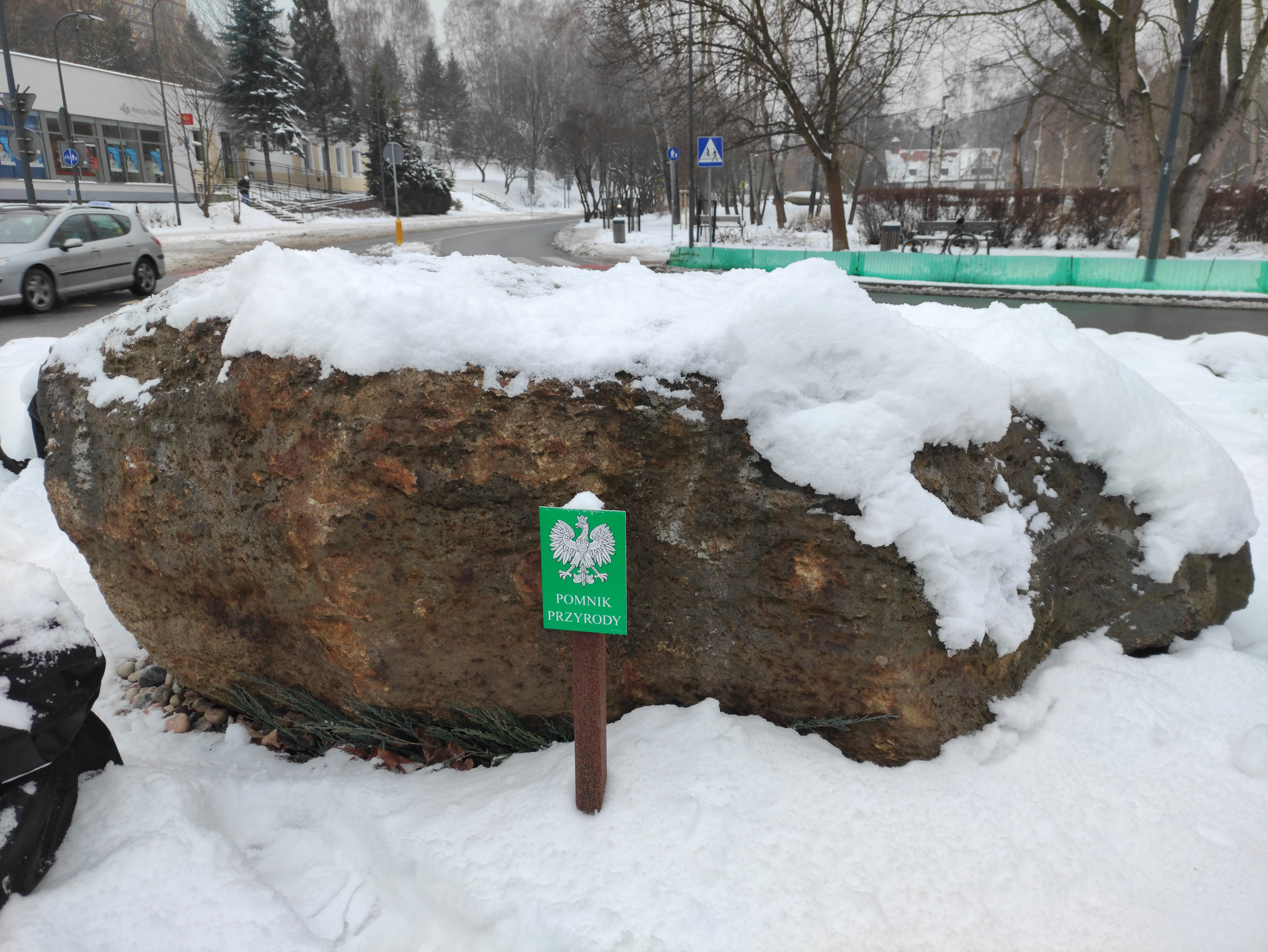
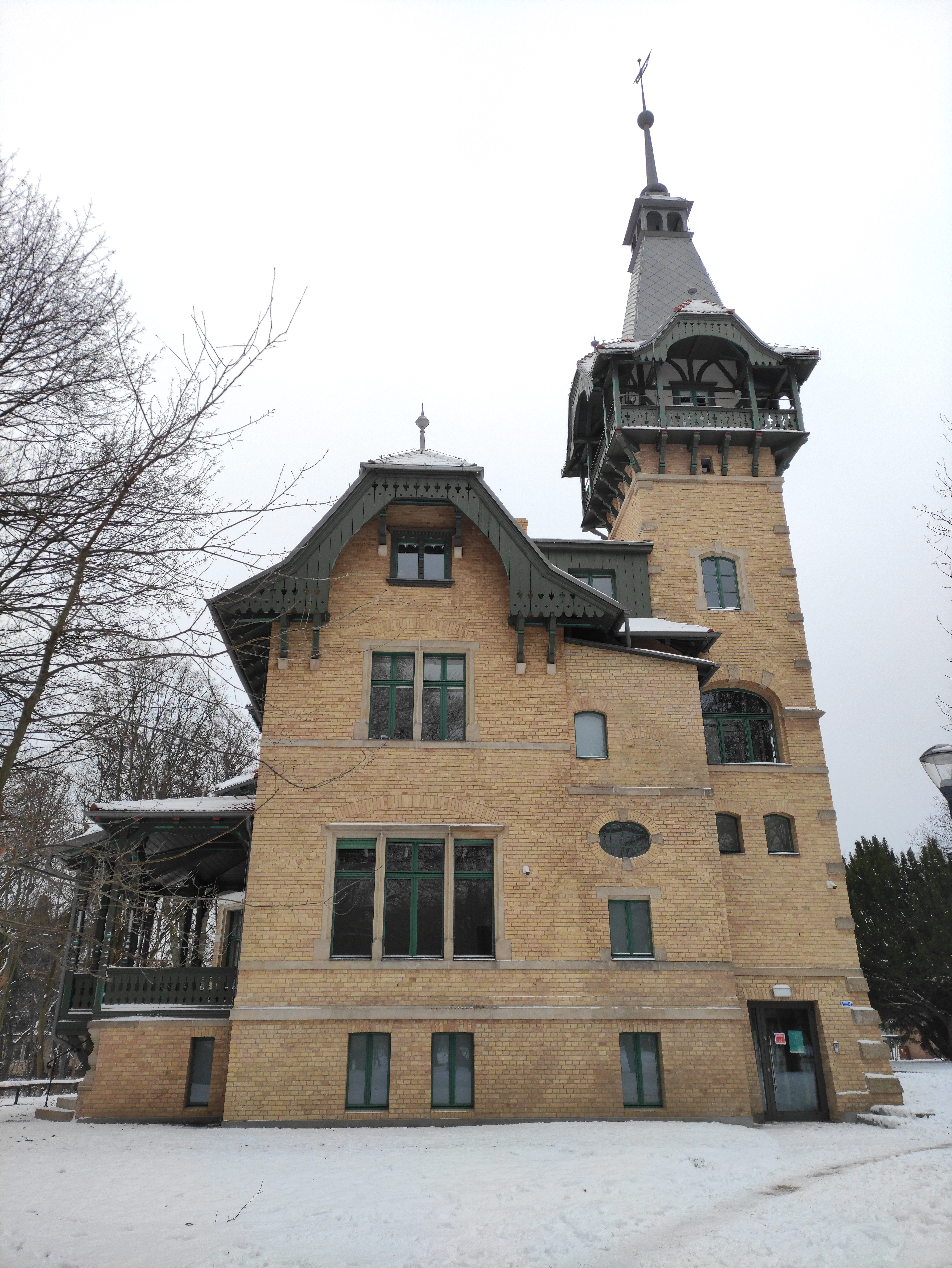